# SSK Ilirija Lublana
Smučarski Skakalni Klub Ilirija Ljubljana – słoweński klub skoków narciarskich z Lublany powstały w 1970 roku.

## Historia klubu
Klub Ilirija Ljubljana został założony 24 kwietnia 1970 w związku z likwidacją skoczni w dzielnicy Šiška, która była pierwszą skocznią narciarską w Lublanie. W latach 2001–2007 prezesem klubu był Zvonimir Borštnar. W 2020 roku prezesem był Primož Ulaga, natomiast trenerami byli m.in. Primož Kožar, Kristjan Deterding, Ožbej Mulec, Žiga Mandl, Jan Halec Makovec i Tine Bogataj.
Reprezentantami klubu byli lub są m.in. Urša Bogataj, Anže Damjan, Damjan Fras, Lovro Kos, Primož Kožar, Matic Kramaršič, Rok Masle, Igor Medved, Jure Radelj, Špela Rogelj, Jure Šinkovec, Blaž Vrhovnik.

## Kompleks skoczni
Przy siedzibie klubu SSK Ilirija Ljubljana znajduje się kompleks skoczni Mostec, składający się z pięciu obiektów (HS-62, HS-38, HS-23, HS-14 i HS-9). Otwarcie największej należącej do kompleksu skoczni o punkcie konstrukcyjnym K-55 miało miejsce w 1972 roku, natomiast obiekty K-35 i K-20 funkcjonowały już wcześniej. Wszystkie skocznie kompleksu Mostec są wyposażone w tory porcelanowe i igelit.
Mostec HS62
- rozmiar skoczni (HS) – 62 m
- punkt konstrukcyjny – 55 m
- rekord skoczni – 62,0 m, Peter Prevc (08.06.2013)

Mostec HS38
- rozmiar skoczni (HS) – 38 m
- punkt konstrukcyjny – 30 m